# Ludomir Frezer
Ludomir Frezer (ur. 31 marca 1893 w Brzyskorzystewku, zm. 6 maja 1959 w Iwnie) – żołnierz armii niemieckiej, armii wielkopolskiej i oficer kawalerii Wojska Polskiego, uczestnik powstania wielkopolskiego, wojny polsko-bolszewickiej i kampanii wrześniowej, kawaler Orderu Virtuti Militari.

## Życiorys
Urodził się w rodzinie ziemiańskiej jako syn Jarosława i Józefy z d. Mlicka. Student Uniwersytetu Jagiellońskiego. Zmobilizowany 5 listopada 1915 do armii niemieckiej. Zwolniony na początku 1916 jako niezdolny do służby. Od 20 stycznia do 18 lutego 1919 brał udział w powstaniu wielkopolskim. Walczył pod dowództwem kpt. Pawła Cymsa na odcinku Strzelno, Inowrocław, Jankowo i Żnin. Następnie żołnierz 1 pułku ułanów wielkopolskich, z którym brał udział w walkach wojny polsko-bolszewickiej . 
Szczególnie zasłużył się 23 września 1920 podczas walk pod Prużanami, gdzie „w niezwykle trudnych warunkach nawiązał łączność między dywizją i pułkiem, przedarł się w walce przez pozycje bolszewików, dostarczając rozkazy z dywizji i przyprowadzając jeńców. W ciągu nocy przebył kilkadziesiąt kilometrów”. Za tę postawę został odznaczony Orderem Virtuti Militari.
25 listopada 1921 został przeniesiony do rezerwy. Prowadził następnie gospodarstwo rodzinne w Ossowcu.
Podczas kampanii wrześniowej brał udział w obronie Warszawy. Po kapitulacji Warszawy osadzony w oflagu Murnau. Po wojnie pracował w stadninie koni w Iwnie do 1950. Następnie w PZU, zmarł w Iwnie i tam został pochowany. Na stopień porucznika został awansowany ze starszeństwem z dniem 19 marca 1939 i 13. lokatą w korpusie oficerów rezerwy kawalerii.

## Życie prywatne
Żonaty z Katarzyną z d. Mittelstaedt, z którą miał dwie córki: Olgę (1924–2008) ps. „Olga” i Katarzynę (1925–2001) ps. „Kaśka”. Obie siostry były żołnierzami Armii Krajowej i wzięły udział w powstaniu warszawskim pełniąc funkcje łączniczek: Olga w II batalionie Zgrupowania „Chrobry II”, a Katarzyna w batalionie Harnaś.

## Awanse
- wachmistrz – 4 lutego 1920[1]
- podporucznik – 1 listopada 1920[1]

## Ordery i odznaczenia
- Krzyż Srebrny Orderu Wojskowego Virtuti Militari nr 3973[1][6]
- Krzyż Walecznych[1]
- Złoty Krzyż Zasługi (19 marca 1937)[7]
- Wielkopolski Krzyż Powstańczy (4 listopada 1958)[2]